# Virlet
Virlet est une commune française, située dans le département du Puy-de-Dôme en région Auvergne-Rhône-Alpes.

## Géographie
Le village fait partie du pays naturel et culturel des Combrailles au nord-ouest du Massif central.
| Marcillat-en-Combraille | Ronnet  | La Crouzille |
| Marcillat-en-Combraille | Virlet  | La Crouzille |
| Saint-Fargeol           | Pionsat | Le Quartier  |

### Climat
Pour des articles plus généraux, voir Climat d'Auvergne-Rhône-Alpes et Climat du Puy-de-Dôme.
En 2010, le climat de la commune est de type climat océanique dégradé des plaines du Centre et du Nord, selon une étude du CNRS s'appuyant sur une série de données couvrant la période 1971-2000. En 2020, Météo-France publie une typologie des climats de la France métropolitaine dans laquelle la commune est exposée à un climat de montagne ou de marges de montagne et est dans la région climatique  Ouest et nord-ouest du Massif Central, caractérisée par une pluviométrie annuelle de 900 à 1 500 mm, maximale en automne et en hiver. 
Pour la période 1971-2000, la température annuelle moyenne est de 10 °C, avec une amplitude thermique annuelle de 15,3 °C. Le cumul annuel moyen de précipitations est de 862 mm, avec 10,9 jours de précipitations en janvier et 7,5 jours en juillet. Pour la période 1991-2020, la température moyenne annuelle observée sur la station météorologique de Météo-France la plus proche, « Pionsat », sur la commune de Pionsat à 5 km à vol d'oiseau, est de 10,2 °C et le cumul annuel moyen de précipitations est de 917,2 mm,. Pour l'avenir, les paramètres climatiques de la commune estimés pour 2050 selon différents scénarios d'émission de gaz à effet de serre sont consultables sur un site dédié publié par Météo-France en novembre 2022.

## Urbanisme

### Typologie
Au 1er janvier 2024, Virlet est catégorisée commune rurale à habitat très dispersé, selon la nouvelle grille communale de densité à sept niveaux définie par l'Insee en 2022.
Elle est située hors unité urbaine et hors attraction des villes,.

### Occupation des sols
L'occupation des sols de la commune, telle qu'elle ressort de la base de données européenne d’occupation biophysique des sols Corine Land Cover (CLC), est marquée par l'importance des territoires agricoles (91,1 % en 2018), une proportion identique à celle de 1990 (91,1 %). La répartition détaillée en 2018 est la suivante : prairies (67,8 %), zones agricoles hétérogènes (23,3 %), forêts (8,9 %). L'évolution de l’occupation des sols de la commune et de ses infrastructures peut être observée sur les différentes représentations cartographiques du territoire : la carte de Cassini (XVIIIe siècle), la carte d'état-major (1820-1866) et les cartes ou photos aériennes de l'IGN pour la période actuelle (1950 à aujourd'hui).

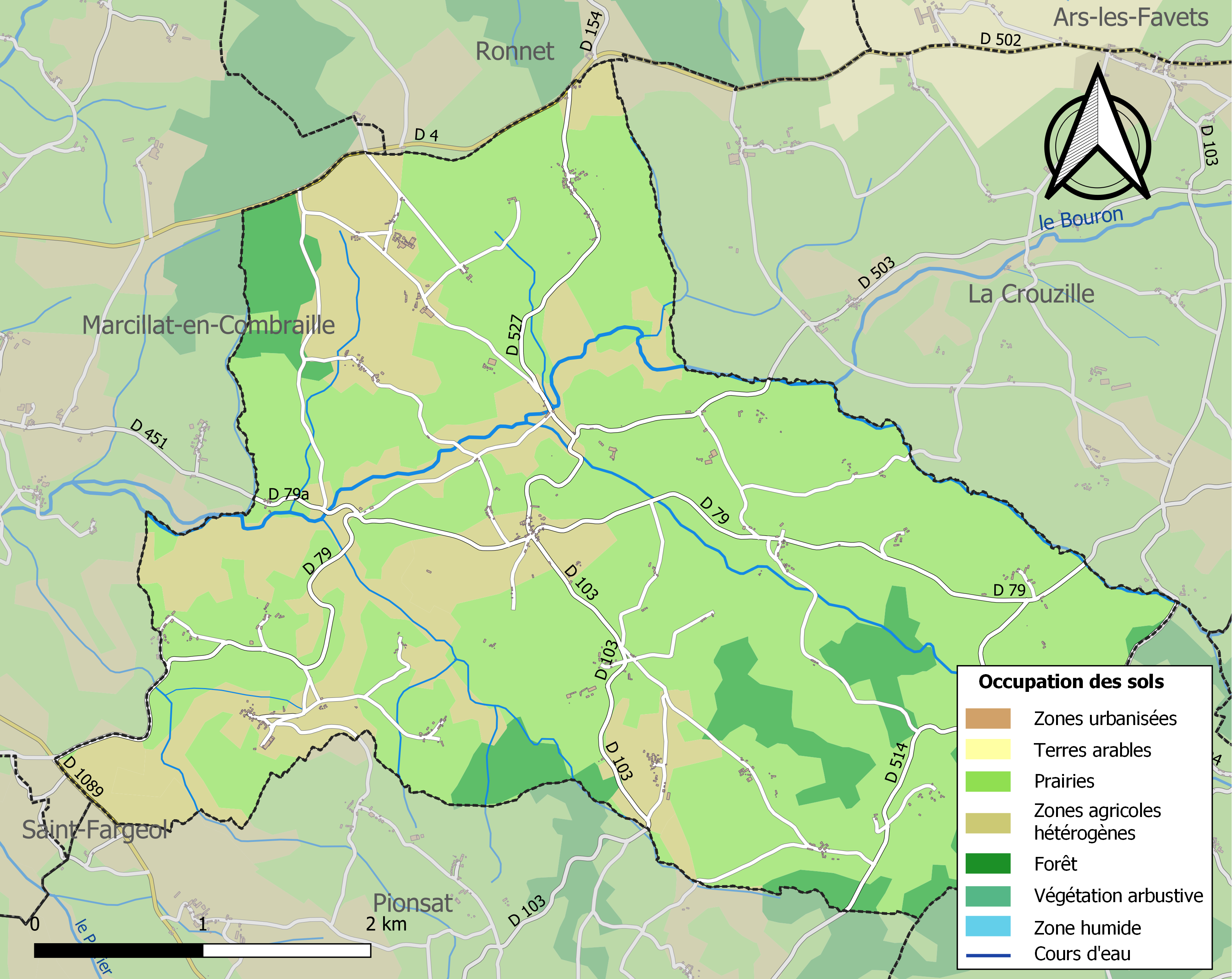
Carte des infrastructures et de l'occupation des sols de la commune en 2018 (CLC).

## Histoire
Virlet est à l'origine est divisée entre différents seigneurs dont les Rochedragon et ceux de Montluçon. Elle intègre par la suite la seigneurie puis le duché de Bourbon.
Sous l'Ancien Régime, l'actuelle commune fait partie, comme ses voisines, de la Généralité de Moulins.

## Politique et administration

### Découpage territorial
Virlet a fait partie du canton de Montaigut jusqu'en mars 2015 ; à la suite du redécoupage des cantons du département, la commune est rattachée au canton de Saint-Éloy-les-Mines.
Avant la réforme intercommunale (adoption des schémas départementaux de coopération intercommunale en 2016), Virlet était la seule commune du département qui fut intégrée dans une intercommunalité dépendant du département voisin de l'Allier, la communauté de communes du Pays de Marcillat-en-Combraille, tandis que les autres communes de l'ancien canton de Montaigut faisaient partie d'une intercommunalité créée en 2013, la communauté de communes du Pays de Saint-Éloy-les-Mines.
Depuis le 1er janvier 2017, la commune fait partie de la communauté de communes du Pays de Saint-Éloy (nom provisoire), issue entre autres de la fusion de trois communautés de communes du nord-ouest du Puy-de-Dôme.

### Liste des maires
| Période                                  | Période                         | Identité       | Étiquette | Qualité           |
| ---------------------------------------- | ------------------------------- | -------------- | --------- | ----------------- |
| Les données manquantes sont à compléter. |                                 |                |           |                   |
| mars 2008                                | En cours (au 20 septembre 2020) | Marc Beaumont, |           | Agent territorial |

## Population et société

### Démographie
L'évolution du nombre d'habitants est connue à travers les recensements de la population effectués dans la commune depuis 1793. Pour les communes de moins de 10 000 habitants, une enquête de recensement portant sur toute la population est réalisée tous les cinq ans, les populations de référence des années intermédiaires étant quant à elles estimées par interpolation ou extrapolation. Pour la commune, le premier recensement exhaustif entrant dans le cadre du nouveau dispositif a été réalisé en 2005.

En 2022, la commune comptait 268 habitants, en évolution de −1,11 % par rapport à 2016 (Puy-de-Dôme : +2,1 %, France hors Mayotte : +2,11 %).
| 1793 | 1800 | 1806 | 1821 | 1831  | 1836  | 1841  | 1846  | 1851  |
| ---- | ---- | ---- | ---- | ----- | ----- | ----- | ----- | ----- |
| 970  | 939  | 959  | 957  | 1 057 | 1 055 | 1 063 | 1 061 | 1 067 |

| 1856  | 1861  | 1866  | 1872  | 1876  | 1881  | 1886  | 1891  | 1896  |
| ----- | ----- | ----- | ----- | ----- | ----- | ----- | ----- | ----- |
| 1 091 | 1 113 | 1 064 | 1 080 | 1 061 | 1 080 | 1 186 | 1 029 | 1 025 |

| 1901 | 1906 | 1911 | 1921 | 1926 | 1931 | 1936 | 1946 | 1954 |
| ---- | ---- | ---- | ---- | ---- | ---- | ---- | ---- | ---- |
| 975  | 973  | 950  | 770  | 754  | 676  | 622  | 496  | 456  |

| 1962 | 1968 | 1975 | 1982 | 1990 | 1999 | 2005 | 2006 | 2010 |
| ---- | ---- | ---- | ---- | ---- | ---- | ---- | ---- | ---- |
| 412  | 363  | 303  | 291  | 238  | 245  | 271  | 265  | 273  |

| 2015 | 2020 | 2022 | - | - | - | - | - | - |
| ---- | ---- | ---- | - | - | - | - | - | - |
| 272  | 266  | 268  | - | - | - | - | - | - |

## Culture locale et patrimoine

### Lieux et monuments

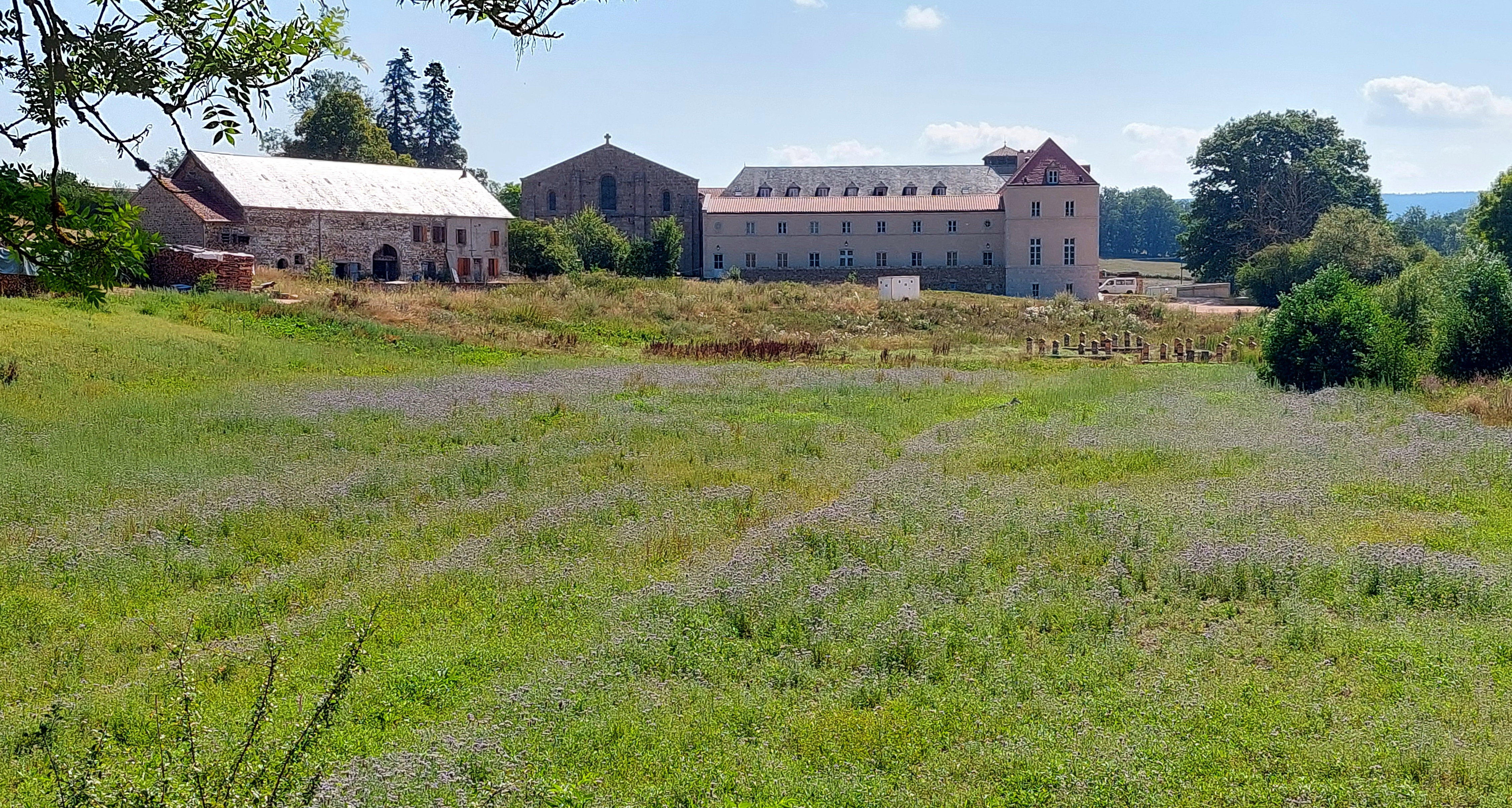
Abbaye Notre-Dame de Bellaigue.

- Abbaye Notre-Dame de Bellaigue du XIIe siècle, refondée par des moines bénédictins en 2000.
- Abbaye Notre-Dame de Toute Confiance, créée par des moniales bénédictines en 2008, sur le site du château de Perdechat.
- Église Saint-Fiacre-et-Saint-Sulpice dont les plus anciennes parties (abside) datent du XIIe et XIVe siècles, et qui a subi des modifications et extensions jusqu'au XIXe siècle[21].

### Héraldique
| Blason de Virlet | Blason  | D’azur à la croix d’argent chargé en cœur de deux branches de chanvre de sinople mises en V et cantonnée en 1, d’un lion d’or, en 2, d’une roue d’argent, en 3, de deux fasces ondées du même, en 4, d’une crosse d’or et une bêche d’argent futée d’or posées en sautoir et surmontées d’une couronne du même. |
| Blason de Virlet | Détails | Le statut officiel du blason reste à déterminer. |